# Rubén Marino Navarro
Rubén Marino Navarro (* 30. März 1933 in La Banda; † 14. Juli 2003 in Buenos Aires) war ein argentinischer Fußballspieler. Auf Vereinsebene vor allem im Trikot von CA Independiente sehr erfolgreich, nahm er mit der Nationalmannschaft seines Heimatlandes auch an der Fußball-Weltmeisterschaft 1962 in Chile teil.

## Karriere

### Vereinskarriere
Rubén Marino Navarro, geboren 1933 im Städtchen La Banda in der Provinz Santiago del Estero im Nordwesten Argentiniens, begann mit dem Fußballspielen zunächst bei einem kleinen örtlichen Klub, ehe er in die Jugendabteilung des Renommiervereins CA Independiente aus Avellaneda wechselte. Dort spielte er ab 1952 in der Jugend und ab 1954 dann schließlich auch in der ersten Mannschaft. Diese gehörte damals zu den besten Teams der argentinischen Primera División. Man spielte Jahr für Jahr um die Meisterschaft mit, Rubén Navarro konnte mit Independiente den Titel des argentinischen Fußballmeisters insgesamt aber nur zweimal erringen. In der Primera División 1960 rangierte man nach dem Ende aller Spieltage auf Platz eins der Tabelle mit einem Vorsprung von zwei Zählern vor CA River Plate. Drei Jahre später gelang dann der zweite Titelgewinn, als man in der Spielzeit 1963 erneut Erster der Primera División wurde, diesmal mit einem Vorsprung von zwei Punkten wieder vor River Plate. Diese Meisterschaft war für Independiente von ganz besonderer Bedeutung. Denn mit ihr begannen die ersten beiden Siege in der Copa Libertadores. Als argentinischer Meister von 1963 für die Copa Libertadores 1964 startberechtigt, drang man dort nach einem Halbfinaltriumph über den brasilianischen Titelverteidiger FC Santos ins Endspiel vor, wo als Gegner Nacional Montevideo aus Uruguay wartete. Nach torlosem Hinspiel brachte ein Treffer von Mario Rodríguez den 1:0-Sieg für Independiente im Rückspiel und damit den Triumph in der Copa Libertadores. Rubén Navarro absolvierte beide Endspiele allerdings aufgrund einer Verletzung nicht. Im Jahr darauf war er jedoch dabei, als Independiente erneut im Endspiel um den wichtigsten Wettbewerb für Vereinsmannschaften in Südamerika stand. Als Titelverteidiger ins Rennen gegangen, besiegte man im Halbfinale Ligakonkurrent Boca Juniors und zog erneut ins Finale ein, wo mit CA Peñarol wieder ein uruguayischer Vertreter wartete. Nachdem Hin- und Rückspiel jeweils einmal von Independiente wie auch von Peñarol gewonnen wurden, musste ein Entscheidungsspiel über den Copa-Libertadores-Sieger von 1965 entscheiden. Hier zeigte sich Independiente klar überlegen und fuhr einen sicheren 4:1-Erfolg ein, der die Titelverteidigung in der Copa Libertadores sicherte. Rubén Navarro stand diesmal in allen drei Finalpartien in der Abwehr von Independiente Avellaneda auf dem Platz.
Navarro spielte bis 1966 für CA Independiente. Bis zu seinem Abschied aus dem Estadio La Doble Visera standen 209 Ligaeinsätze für den Klub zu Buche. Ein Torerfolg gelang Navarro dabei nicht. Anschließend zog es ihn in die amerikanische North American Soccer League zu den Philadelphia Spartans, wo er ein Jahr spielte und in dieser Zeit vierzehn Spiele machte und während dieser Zeit auch den einzigen Treffer seiner Profikarriere erzielte. 1968 spielte er noch für die Cleveland Stokers in gleicher Liga, ehe er in der Folge seine fußballerische Laufbahn im Alter von 35 Jahren beendete.

### Nationalmannschaft
Zwischen 1960 und 1963 brachte es Rubén Navarro auf insgesamt 32 Länderspiele in der argentinischen Fußballnationalmannschaft. Ein Torerfolg gelang ihm hierbei nicht. Von Nationaltrainer Juan Carlos Lorenzo wurde er ins Aufgebot der Südamerikaner für die Fußball-Weltmeisterschaft 1962 in Chile berufen. Bei dem Turnier fungierte der Abwehrspieler sogar als Kapitän der argentinischen Auswahl. Diese musste bei dem Weltturnier im Nachbarland allerdings schon nach der Vorrunde die Heimreise antreten. Nach einem Auftaktsieg gegen WM-Neuling Bulgarien (1:0) unterlag man England mit 1:3, hinzu kam ein torloses Remis gegen Ungarn. Diese Ergebnisse reichten schließlich nur zu Platz drei in der Gruppe hinter Ungarn und England sowie vor Bulgarien, was letzten Endes zum Ausscheiden des Teams um Kapitän Navarro führte.

## Erfolge
- Copa Libertadores: 2×

1964 und 1965 mit CA Independiente
- Argentinische Meisterschaft: 2×

1960 und 1963 mit CA Independiente
- Lakes Division: 1×

1968 mit den Cleveland Stokers